# Flash (album de Crystal Kay)
Cet article concerne l'album de Crystal Kay. Pour l'album de Michel Petrucciani, voir Flash.
Pour les articles homonymes, voir Flash.
Albums de Crystal Kay
All Yours
(2007) Color Change!
(2008)
EPs par Crystal Kay
Shining
(2007)
Flash est le 2emini-album de la chanteuse Crystal Kay, sorti sous le label Sony Music Entertainment Japan le 16 juin 2010 au Japon. Il atteint la 29e place du classement de l'Oricon. Il se vend à 3 197 exemplaires la première semaine et reste classé pendant 4 semaines, pour un total de 5 574 exemplaires vendus. Il sort en format CD et CD+DVD. Il sort le même jour que son DVD Crystal Kay Live in NHK Hall (Tokyo): 10th Anniversary Tour CK10. Happy est une reprise de la chanson homonyme de Michael Jackson sortie en single en 1973.

## Liste des titres
| 1. | Intro -Genesis-   |                                  |                                                                          | 0:51 |
| 2. | FLASH             | Crystal Kay, H.U.B.              | Chad Richardson, Craig Robert McConnell, Andrew Grange                   | 3:30 |
| 3. | Victoria          | Crystal Kay, H.U.B.              | Philippe-Marc Anquetil, Christopher Lee-Joe, Kelli Young, Jessica Taylor | 3:50 |
| 4. | Never say goodbye | Crystal Kay, H.U.B.              | Chad Richardson, Craig Robert McConnell, Naomi Shobba Lee                | 3:59 |
| 5. | Happy             | Michel Legrand, William Robinson | Michel Legrand, William Robinson                                         | 3:59 |
| 6. | I pray            | Crystal Kay, H.U.B.              | Crystal Kay                                                              | 4:39 |
| 7. | Outro             |                                  |                                                                          | 1:04 |

| 1. | Girlfriend feat. BoA @ JCB Hall                                            |  |
| 2. | Crystal Kay Live in NHK Hall (Tokyo): 10th Anniversary Tour CK10 (Trailer) |  |